# Carl Holly
Carl Holly (3. Januar 1870 in Ober-Eschach – nach 1900) war ein deutscher Theaterschauspieler und Opernsänger.

## Leben
Holly begann seine Gesangsstudien in Freiburg, vervollkommnete dieselben am Konservatorium in Köln, und nachdem er sich auch die nötigen theoretischen Kenntnisse angeeignet hatte, betrat er die Bühnenlaufbahn. Er war in Essen, Köln, am Hoftheater Kassel (Debütrolle „Bandit Barbarino“ in Stradella), am Theater des Westens in Berlin engagiert und trat 1900 in den Verband des Stadttheaters in Freiburg, wo er sowohl in der Oper wie im Schauspiel beste Verwendung fand.
Seine deutliche Aussprache und charakteristische Betonung des einzelnen Wortes, sowie die Klangfarbe der Stimme und sein liebenswürdiger Humor waren Eigenschaften des Künstlers, die besonders hervorzuheben waren. Von seinen Gesangspartien seien erwähnt „Mime“, „Georg“, „Iwanow“, „Veit“, „Jacquino“ (Fidelio) etc.